# Kasteelkevers
De kasteelkevers (Omalisidae) zijn een familie van kevers (Coleoptera) in de onderorde van de Polyphaga.

## Geslachten
- Omalisus Geoffroy, 1762
- Phaeopterus Costa, 1857
- Thilmanus Baudi, 1872
- Pseudeuanoma
- Euanoma